# 16世纪国家领导人列表

## 亚洲
- 中国（明朝）：
  1. 明孝宗，明朝皇帝，1487年－1505年
  2. 明武宗，明朝皇帝，1505年－1521年
  3. 明世宗，明朝皇帝，1521年－1566年
  4. 明穆宗，明朝皇帝，1566年－1572年
  5. 明神宗，明朝皇帝，1572年－1620年
- 朝鲜半岛（朝鲜王朝）- 
  1. 燕山君，朝鲜国王，1494年－1506年
  2. 朝鲜中宗，朝鲜国王，1506年－1544年
  3. 朝鲜仁宗，朝鲜国王，1544年－1545年
  4. 朝鲜明宗，朝鲜国王，1545年－1567年
  5. 朝鲜宣祖，朝鲜国王，1567年－1608年
- 日本–
  - 天皇：
    1. 后柏原天皇，1500年－1526年
    2. 后奈良天皇，1526年－1557年
    3. 正亲町天皇，1557年－1586年
    4. 后阳成天皇，1586年－1611年

  - 室町幕府（征夷大将军）：
    1. 足利义澄，1495年－1508年
    2. 足利义稙，1508年－1522年
    3. 足利义晴，1522年－1547年
    4. 足利义辉，1547年－1565年
    5. 足利义荣，1568年
    6. 足利义昭，1568年－1588年

  - 織豐政權：
    1. 织田信长，1568年－1582年
    2. 明智光秀，1582年
    3. 丰臣秀吉，1582年－1598年
    4. 德川家康，1598年－1603年
- 琉球国（第二尚氏王朝）–
  1. 尚真王，1477年－1526年
  2. 尚清王，1527年－1555年
  3. 尚元王，1556年－1572年
  4. 尚永王，1573年－1588年
  5. 尚宁王，1589年－1620年
- 越南
  - 后黎朝（黎初朝）：
    1. 黎宪宗，大越皇帝，1497年－1504年
    2. 黎肃宗，大越皇帝，1504年
    3. 黎威穆帝，大越皇帝，1504年－1509年
    4. 黎襄翼帝，大越皇帝，1509年－1516年
    5. 黎光治，大越皇帝，1516年
    6. 黎昭宗，大越皇帝，1516年－1522年
    7. 黎恭帝，大越皇帝，1522年－1527年

  - 莫朝：
    1. 莫太祖，大越皇帝，1527年－1529年
    2. 莫太宗，大越皇帝，1530年－1540年
    3. 莫宪宗，大越皇帝，1540年－1546年
    4. 莫宣宗，大越皇帝，1546年－1564年
    5. 莫茂洽，大越皇帝，1564年－1592年
    6. 莫全，大越皇帝，1592年

  - 后黎朝（黎中兴朝）：
    1. 黎庄宗，大越皇帝，1533年－1548年
    2. 黎中宗，大越皇帝，1548年－1556年
    3. 黎英宗，大越皇帝，1556年－1573年
    4. 黎世宗，大越皇帝，1573年－1599年
    5. 黎敬宗，大越皇帝，1599年－1619年

  - 郑主：
    1. 郑检，郑主，1545年－1570年
    2. 郑桧，郑主，1570年
    3. 郑松，郑主，1570年－1623年

  - 广南国：
    1. 阮潢，阮主，1558年－1613年
- 奥斯曼帝国：
  1. 巴耶济德二世，苏丹，1481年－1512年
  2. 塞利姆一世，苏丹，1512年－1520年
  3. 苏莱曼一世，苏丹，1520年－1566年
  4. 塞利姆二世，苏丹，1566年－1574年
  5. 穆拉德三世，苏丹，1574年－1595年
  6. 穆罕默德三世，苏丹，1595年－1603年

## 欧洲
- 神圣罗马帝国- 
  - 马克西米利安一世，神圣罗马皇帝，1508年－1519年
  - 查理五世，神圣罗马皇帝，1519年－1556年
  - 斐迪南一世，神圣罗马皇帝，1556年－1564年
  - 马克西米利安二世，神圣罗马皇帝，1564年－1576年
  - 鲁道夫二世，神圣罗马皇帝，1576年－1612年
- 英格兰王国（都铎王朝）：
  1. 亨利七世，英格兰国王，1485年－1509年
  2. 亨利八世，英格兰国王，1509年－1547年
  3. 爱德华六世，英格兰国王，1547年－1553年
  4. 简·格雷，英格兰国王，1553年
  5. 玛丽一世，英格兰国王，1553年－1558年
  6. 伊丽莎白一世，英格兰国王，1558年－1603年
- 法兰西王国：
  - 瓦卢瓦王朝-奥尔良旁系：

  1. 路易十二，法国国王，1498年－1515年

  - 瓦卢瓦王朝-奥尔良-昂古莱姆旁系：

  1. 弗朗索瓦一世，法国国王，1515年－1547年
  2. 亨利二世，法国国王，1547年－1559年
  3. 弗朗索瓦二世，法国国王，1559年－1560年
  4. 查理九世，法国国王，1560年－1574年
  5. 亨利三世，法国国王，1574年－1589年

  - 波旁王朝：

  1. 亨利四世，法国国王，1589年－1610年
- 俄罗斯：
  - 莫斯科大公（留里克王朝）：

  1. 伊凡三世，1462年－1505年
  2. 瓦西里三世，1505年－1533年
  3. 伊凡四世，1533年－1547年

  - 俄罗斯沙皇国
    - 留里克王朝：

  1. 伊凡四世，1547年－1584年
  2. 费奥多尔一世，1584年－1598年

  -     - 戈东诺夫王朝：

  1. 伊琳娜·戈东诺娃，1598年
  2. 鲍里斯·费奥多罗维奇·戈东诺夫，1598年－1605年